# Eed

De Eed op de Kaatsbaan in Versailles, 1789 (prent van 1791)

Een eed is een plechtige verklaring dat men iets zal doen (of laten) of (niet) gedaan heeft. Soms wordt onderscheid gemaakt tussen een confessionele vorm en een seculiere vorm. Bij de seculiere vorm wordt verder onderscheid gemaakt tussen belofte (dat men iets zal doen of nalaten) en verklaring (dat iets heeft gedaan of nagelaten). Dat onderscheid bestaat bij de confessionele vorm niet: daar kent men alleen de eed. Het is eigenlijk niet juist de seculiere vormen als eed aan te duiden. Qua juridische gevolgen is er geen onderscheid tussen de eed enerzijds en de belofte of verklaring anderzijds.

## Wijze van eedaflegging
In Nederland wordt de eed afgelegd met de woorden: "Ik zweer dat ik..." of "Zweert u dat u...". De beëdigde bekrachtigt ten slotte de eed met het zogenaamde spreekgebaar (de wijs- en middelvinger van de rechterhand omhoog met de duim gekruist over de gebogen ringvinger en pink) waarbij hij zegt: "Zo waarlijk helpe mij God almachtig".
Als men in plaats van de eed kiest voor de belofte of voor de verklaring, begint men met: "Ik beloof/verklaar dat ik..." en bekrachtigt men met "Dat beloof ik" of "Dat verklaar ik". In dat geval is het niet nodig de twee voorste vingers van de rechterhand op te steken. Dit is zo geregeld in de Wet vorm van de eed van 17 juli 1911.
Samenvatting:
|               |                       | Voorbeeld van beginwoorden               | Bekrachtigingsformule               |
| ------------- | --------------------- | ---------------------------------------- | ----------------------------------- |
| confessioneel | eed (op het verleden) | Ik zweer dat ik (niet) heb gedaan ...    | Zo waarlijk helpe mij God almachtig |
| confessioneel | eed (op de toekomst)  | Ik zweer dat ik (niet) zal ...           | Zo waarlijk helpe mij God almachtig |
| seculier      | verklaring            | Ik verklaar dat ik (niet) heb gedaan ... | Dat verklaar ik                     |
| seculier      | belofte               | Ik beloof dat ik (niet) zal ...          | Dat beloof ik                       |

Een belofte en een verklaring kunnen ook gecombineerd worden: "Ik beloof dat ... en ik verklaar dat ... ... Dat beloof en verklaar ik".
Bij de eed is een dergelijke combinatie niet van toepassing.
Alleen de bekrachtigingsformule moet door de beëdigde worden uitgesproken. De rechter kan dus vragen: "Zweert/belooft/verklaart u dat u ..." waarop de beëdigde met de bekrachtigingsformule antwoordt.
Men kan individueel tot een andere wijze besluiten als de beëdigde door een lichamelijk gebrek niet in staat is de eed op de voorgeschreven manier af te leggen - hij mag bijvoorbeeld de vingers van de linkerhand opsteken als hij zijn rechterhand niet kan gebruiken.
Het afleggen van de eed staat juridisch gelijk met de belofte of de verklaring. Termen als onder ede staan en meineed zijn ook van toepassing op iemand die een belofte of verklaring heeft afgelegd. Omdat in oudere wettelijke voorschriften vaak uitsluitend sprake is van het afleggen van de eed, is deze gelijkstelling uitdrukkelijk in de Eedswet van 1971 opgenomen, zodat de oudere wetten niet aangepast hoeven te worden.

## Eed bij getuigenverklaringen
Een getuige bij een rechtszaak of parlementaire enquête in Nederland moet over het algemeen de eed of de belofte afleggen, dat hij of zij de gehele waarheid en niets dan de waarheid zal zeggen. Gedurende de ondervraging staat de getuige onder ede. Als de getuige jonger dan 16 jaar is, wordt hij of zij niet beëdigd, maar aangemaand de gehele waarheid en niets dan de waarheid te zeggen.
In het Belgisch strafrecht verschilt de eed die getuigen afleggen naargelang de instantie waarvoor die wordt afgelegd.
Voor het hof van assisen luidt die als volgt:
"Ik zweer te zullen spreken zonder haat en vrees en de gehele waarheid en niets anders dan de waarheid te zullen zeggen"
Artikel 317 van het Wetboek van strafvordering schrijft voor: "Alvorens te getuigen leggen zij, op straffe van nietigheid, de eed af dat zij zullen spreken zonder haat en zonder vrees, dat zij de gehele waarheid en niets dan de waarheid zullen zeggen".
Voor de onderzoeksrechter of voor de vonnisgerechten luidt die als volgt:
"Ik zweer de gehele waarheid en niets anders dan de waarheid te zullen zeggen"
Indien de getuige weigert de eed af te leggen, is de rechtspraak van oordeel dat deze weigering gelijkgesteld wordt met niet-verschijning en als dusdanig gesanctioneerd wordt (met een geldboete van hoogstens € 1000).
In België vraagt de rechter aan getuigen in een strafproces de volgende formule uit te spreken: "Ik zweer de gehele waarheid en niets dan de waarheid te zeggen". Het Gerechtelijk Wetboek, artikel 934, noemt de volgende eedformules:
- "Ik zweer in eer en geweten dat ik de gehele waarheid en niets dan de waarheid zal zeggen", of
- "Je jure en honneur et conscience de dire toute la vérité, rien que la vérité.", of
- "Ich schwöre auf Ehre und Gewissen, die ganze Wahrheit und nur die Wahrheit zu sagen".

Ook de leden van de jury moeten een eed afleggen (Artikel 290 van het Wetboek van strafvordering).
Eerst richt de voorzitter van het hof zich tot de gezworenen (de juryleden) met de volgende toespraak:
- "Gij zweert en belooft dat gij de aan N. ten laste gelegde feiten met de grootste aandacht zult onderzoeken; dat gij geen afbreuk zult doen aan de belangen van de beschuldigde of aan de belangen van de maatschappij, die hem beschuldigt; dat gij met niemand in verbinding zult komen voordat uw verklaring is afgelegd; dat gij geen gehoor zult geven aan haat of kwaadwilligheid, aan vrees of genegenheid; dat gij zult beslissen op grond van de bewijzen en de middelen van verdediging met onpartijdigheid en vastberadenheid zoals het een vrij en rechtschapen mens betaamt ".

Vervolgens antwoorden de gezworenen, een voor een met opgeheven hand, "Ik zweer het".

## Eed bij functieaanvaarding

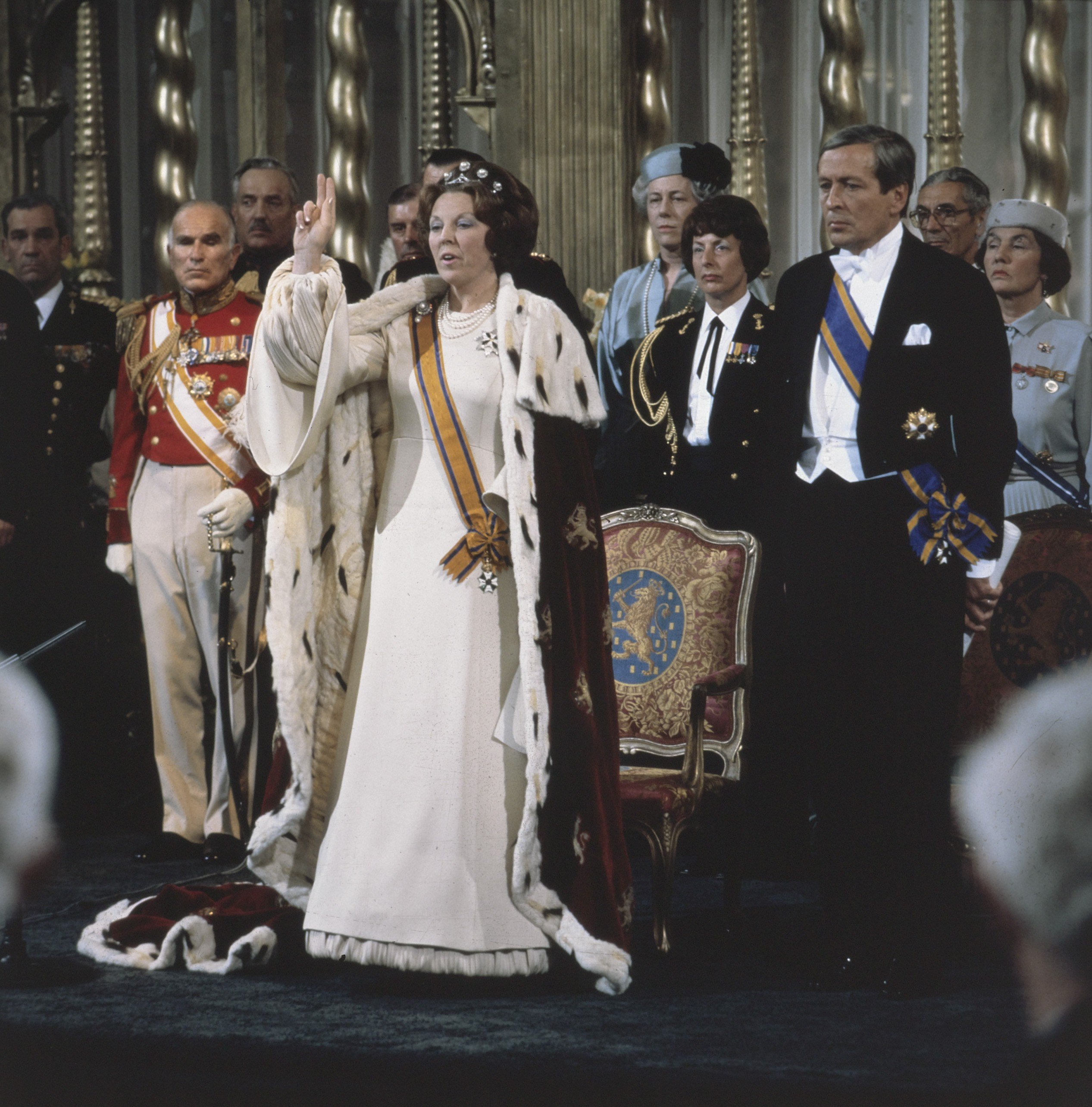
Beatrix der Nederlanden legt de ambtseed af in 1980

Iemand die een openbare functie aanvaardt, legt gewoonlijk een ambtseed af. Dit heet wel de zuiveringseed.
Een in functie tredend staatshoofd of regeringsleider wordt doorgaans tijdens een bijzondere plechtigheid beëdigd.
Medici leggen de Eed van Hippocrates af. Ook bij paramedische beroepen, zoals verpleegkundige, moet men een eed afleggen, waarbij men bijvoorbeeld belooft vertrouwelijke informatie geheim te houden.

## Eed van trouw
Van militairen wordt bij hun benoeming ook vaak een eed geëist. Hierin beloven ze trouw aan de grondwet, het vaderland en/of het staatshoofd.
Voor Nederlandse militairen luidt deze eed:
"Ik zweer (beloof) trouw aan de Koning(in), gehoorzaamheid aan de wetten en onderwerping aan de krijgstucht. Zo waarlijk helpe mij God Almachtig (Dat beloof ik)." (Artikel 126a van het Algemeen militair ambtenarenreglement.)
Voor Belgische militairen luidt deze eed in het Nederlands:
"Ik zweer getrouwheid aan de Koning, gehoorzaamheid aan de Grondwet en aan de wetten van het Belgische volk."

## Eed van geheimhouding
Zodra er een nieuwe paus moet worden gekozen moeten de kardinalen die moeten stemmen voorafgaand aan het conclaaf een eed van geheimhouding afleggen terwijl ze hun hand op de bijbel leggen. Deze eed luidt:
Et ego [voornaam] Cardinalis [familienaam] spondeo, voveo ac iuro. Sic me Deus adiuvet et haec Sancta Dei Evangelia, quae manu mea tango.
De vertaling daarvan is:
En ik, [voornaam] Kardinaal [familienaam], beloof, verbind mij en zweer. Zo helpe mij God en deze Heilige Evangeliën die ik met mijn hand aanraak.
Ook het bij het conclaaf betrokken personeel moet deze eed afleggen. Met deze eed wordt voorkomen dat zaken rond de pausverkiezing uitlekken, zodat deze niet van buitenaf kan worden beïnvloed. Ook wordt er met deze eed ervoor gezorgd dat de kerkelijke eenheid aanwezig blijft aangezien de pausverkiezing een heilig proces is waarbij de Heilige Geest de kardinalen naar een juiste keuze moet leiden.

## Meineed
Iemand die liegt terwijl hij 'onder ede' staat, pleegt meineed en is daarmee strafbaar.

## (On)geloofwaardigheid
Iemand die een ongeloofwaardig verhaal vertelt, zegt weleens informeel "Verdomd als het niet waar is!" Dit is in feite een eedsformule. De betekenis is: "Ik ben verdoemd als het niet waar is" of "God mag me naar de hel sturen als het niet waar is".